# 马尔博 (安省)
马尔博（法語發音：[maʁbo]）是法国东部安省的一个市镇，属于布雷斯地区布尔格区。

## 地理
马尔博（46°20'33"N, 5°15'30"E）面积40.14 平方千米，位于法国奥弗涅-罗讷-阿尔卑斯大区安省，该省份为法国东部省份，北起汝拉省，西北接索恩-卢瓦尔省，西接罗讷省和里昂大都会，南至伊泽尔省，东与萨瓦省、上萨瓦省和瑞士接壤。
与马尔博接壤的市镇（或旧市镇、城区）包括：阿蒂尼亚、贝尼、富瓦西亚、皮拉茹、圣艾蒂安迪布瓦、维勒莫捷、维里亚、布雷斯瓦隆。

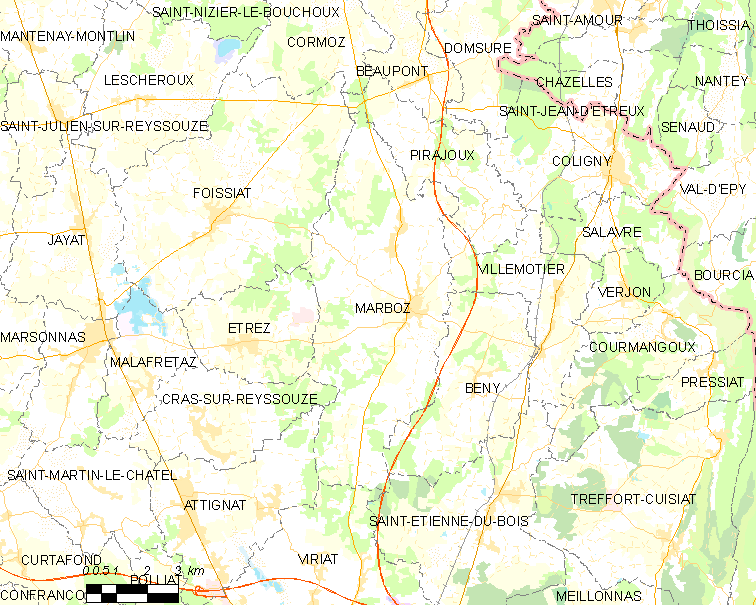
的OSM定位图

马尔博的时区为UTC+01:00、UTC+02:00（夏令时）。

## 行政
马尔博的邮政编码为01851，INSEE市镇编码为01232。

## 政治
马尔博所属的省级选区为圣艾蒂安迪布瓦县。

## 人口

1962-2008年间人口变化图示

马尔博于2022年1月1日时的人口数量为2262人。